# الوحدة المختصة للحرس الوطني
الوحدة المختصة للحرس الوطني (USGN) اختصارا ل (بالفرنسية) Unité Spéciale de la Garde Nationale هي قوات نخبة تابعة للحرس الوطني التونسي، مختصة في تنفيذ العمليات الخاصة كمقاومة الإرهاب وتحرير الرهائن والتدخل في حال تغيير وجهة الطائرات أو البواخر ودراسة المنشئات الحساسة إضافة إلى عمليات الرصد والإغارة وراء خطوط العدو.
تتبع الوحدة المختصة الإدارة العامة للحرس الوطني صلب الوحدات الخاصة للحرس الوطني، وتنفذ الوحدة المهام الموكلة لها من طرف السلطات الحكومية لوزارة الداخلية انطلاقا من آمر الحرس الوطني ووزير الداخلية.
تشارك الوحدة المختصة في تنفيذ خطط واستراتيجيات مكافحة وقمع الإرهاب داخل التراب الوطني، إضافة إلى ذلك، يخوض منتموها عدة مهام تدريبية داخل وخارج تراب الوطن بالاشتراك مع نضرائهم كقوة دلتا ونافي سيلز الأمريكية وقوات خاصة من دول أوروبية. كما تستقبل الوحدة المختصة دعوات رسمية من عدة دول لتدريب قواتها الخاصة كصربيا والمجر حيث تصنف الوحدة المختصة ضمن اعتى الوحدات الخاصة في العالم بمعدل عملياتي يصل إلى 282 مواجهة خلال ثماني سنوات وهو الأعلى في العالم، حيث تمكنت لوحدها منذ سنة 2011 إلى غاية ديسمبر 2018 من القضاء على 73 إرهابيا جلهم عناصر قيادية.

## تاريخ

### بعث الفرقة
الوحدة المختصة للحرس الوطني وقع بعثها سنة 1980 من طرف القيادة التونسية في عهد الزعيم الحبيب بورقيبة تحت إشراف خبراء أمريكيين في نطاق التعاون التونسي الأمريكي وخصوصا البرنامج العالمي الأمريكي لمقاومة الإرهاب في العالم.
واثر اجتماع الطرفين (الأمريكي والتونسي) الذي يتكون من قادة الأجهزة الأمنية من الأمن الوطني والحرس الوطني وبعد عدة نقاشات ومسائل قرر الفريق الأمريكي إسناد الإدارة العامة للحرس الوطني لهذه الوحدة التي دخلت في تدريبات متقدمة وصعبة تحتاج إلى لياقة بدنية عالية وحضور ذهني متفوق للقيام بمهام خاصة وتعتبر صعبة وعالية الخطورة.

### المتطوعين
وبعد تصفيات عامة بين المتطوعين دامت أكثر من سنة من جملة 300 متطوع من الحرس الوطني المتطوعين حسم الأمر ببقاء 150 عون فقط، وبعد حصول المترشحين على شهادة القوات الخاصة درجة ثالثة التي لم يتبقَ منها إلا 80 عون مختص فقط، وبعد الدخول في عدة تخصصات ميدانية قتالية عسكرية شديدة القسوة في الأسلحة، والمتفجرات، تفكيك القنابل والقفز بالمضلات، القنص، البقاء والاختراق والتسلل، والاستعلامات، والمرافقة وحماية الشخصيات، التسلق والنزول بالحبال والإسعافات القتالية والعديد من الاختصاصات الاخري المتعلقة بمقاومة الإرهاب بجميع أشكاله.
وظهرت هذه الوحدة لأول مرة على الصحافة التونسية تحت اسم طلائع الحرس الوطني نهاية سنة 1983 التي قامت بعرض عسكري قرب مهبط الطائرات المحاذي لمقر القيادة العامة للحرس الوطني بالعوينة تحت إشراف الزعيم الحبيب بورقيبة وقد احدث هذا العرض المذهل الكثير من الحديث في الأوساط التونسية على اثر ظهور هذه النخبة من طلائع الحرس الوطني لأول مرة في تاريخ تونس الحديث.
وفي نفس السنة قام الوزير الأول محمد مزالي بزيارة خاطفة إلي مقر هذه النخبة من الطلائع صحبة السيد وزير الداخلية والمدير العام آمر الحرس الوطني وعدد كبير من إطارات وزارة الداخلية والحكومة التونسية أين قامت هذه الوحدة بتقديم عدة عروض في مجال التدخل السريع والإنقاذ وعمليات تحرير الرهائن والشخصيات الرسمية والهامة باستعمال الطائرات العمودية والقفز بالمظلات وكان المشهد ومذهل للغاية بالنسبة لجميع الزائرين من نجاعة التدخل وقوة النار الكثيفة بالذخيرة الحية والمتفجرات وحذق مختلف الفنون العسكرية للقوات الخاصة وإحباط جميع أنواع العمليات الإرهابية.
كان العرض مذهل جدا بالنسبة للحاضرين الذين كانوا يفتخرون بهذا المكسب الوطني
وقد عبر أغلب الزائرين عن مفاجئتهم لامتلاك الحكومة من قوة ضاربة بهذا الحجم في مقاومة الإرهاب في ضل الدولة التونسية وبهذا التطور والنجاعة في التدخل وحذق جميع فنون القتال وأساليب إحباط العمليات الإرهابية والمستوي الرفيع الذي تتمتع به هذه الوحدة من كفاءة وقدرتها المتفوقة على استعمال احدث الأسلحة الأجهزة العسكرية المتطورة.

### الإشراف على تكوين الفوج الوطني لمجابهة الإرهاب
في سنة 1985، تم إرسال فريق من نخبة الوحدة المختصة للحرس الوطنى إلى مدينة عين دراهم بالشمال الغربي التونسي للإشراف على تكوين أول دورة مشتركة اختصاص طلائع درجة أولي (أعوان شرطة وحرس وطني وسجون وإصلاح)، وإثر تخرج هذه الدورة وقع تكوين أول نواة وبعث فرقة مقاومة الإرهاب التابعة للامن الوطنى التي تدعي الآن الفوج الوطني لمجابهة الإرهاب (BAT) وعين على رأسها محافظا يدعي بلقاسم صنطح والذي أصبح مهوسا بقدرات الوحدة المختصة ومحاولا جاهدا التألق إلى مستوي هذه الوحدة المذكورة مع احترامه الشديد لها والذي لا ينفي أمام العام والخاص عن نجاعتها وقدرتها وان فرقته لا تزال حديثة الولادة ولا تضاهي قدرات الوحدة المختصة فنيا وتكتيكيا وعمليا ولا يمر محفل في وزارة الداخلية التي يسيطر عليها كليا مديرو الشرطة الا ولا تترك فرقة مقاومة الإرهاب التابعة للشرطة الفرصة بتاتا لتقليد أي شي تقوم به الوحدة المختصة التابعة للحرس الوطني تاركة ورائها نقطة استفهام كبيرة لفرقة الشرطة وهذا يرجع للحنكة الكبيرة في القيادة والسيطرة لرئيسها المؤوسس الأول لنخبة الوحدة المختصة للحرس الوطني العقيد محمد المحمودي.

### المشاركات العالمية
تم استدعاء الوحدة المختصة للحرس الوطنى سنة 1985 من طرف فرقة مقاومة الإرهاب النمساوية (EKO Cobra Einsatzkommando -Cobra) للمشاركة في مباريات عالمية ضمن عدة فرق عالمية أخرى واثر المباريات تالقت الوحدة المختصة وتركت اثرا رائعا ومميزا لما حققته من نجاح ضمن اعتى واقوى الفرق العالمية مثل ECO COBRA و GSG9 و GIGN و DELTA FORCE وغيرهم من الفرق وتحصلت على المرتبة الرابعة ضمن هذه المباريات.
كما صنفت الوحدة المختصة الأولى عربيا وإفريقيا والسادسة عالميا بعد الولايات المتحدة الأمريكية، روسيا، بريطانيا، فرنسا في مباريات عالمية بالنمسا.

### الاعتراف بالوحدة المختصة ضمن الفرق المصنفة عالميا
إثر اجتماع سنة 1986 بين قادة وزارة الداخلية التونسية الممثلين في وزير الداخلية وقيادة الإدارة العامة للحرس الوطني وآمر الوحدة المختصة التي كانت تسمى 'الطلائع' في تلك الفترة من نشأتها ومن جانب اخر القائد العسكري الأمريكي برتبة أمير لواء المشرف العام والمدير التنفيذى المراقب عن تطبيق المعاهدة بين الجانب التونسي والأمريكي عن حسن سير برنامج الاتفاق بين الجانبين (معاهدة واتفاقية تكوين فرقة خاصة لمكافحة الإرهاب) وتقييمها من طرف الجانب الأمريكي والذي قرر بعد مرور خمسة سنوات إدراجها ضمن القوات الخاصة المعترف بها عالميا.

كما صنّفت الوحدة مرارا من طرف الخبراء العسكريين الامريكيين والاوروبيين كواحدة من اعتى الوحدات الخاصة في العالم، حيث في مداخلة لوزير الداخلية التونسي السابق لطفي بن جدو لدى البرلمان التونسي سنة 2013، ادلى للنواب في سياق كلامه عن احتلال الوحدة للمرتبة الثالثة عالميا. فيما ذكّر الناطق الرسمي باسم الحرس الوطني التونسي سنة 2019 بهذا التصريح مبيّنا في الآن ذاته أن الوحدة المختصة قد تقدمت عن ما سبق وأصبحت تقدّم التّجربة والنّصح لنضرائها من الوحدات الخاصة العالمية في كيفية التعامل مع الظاهرة الإرهابية العابرة للحدود.

### الترقية وتغيير التسمية
عند وصول الوحدة إلى مراحل متقدمة من الجهوزية والاحترافية، تقرر تغيير اسمها من «طلائع الحرس الوطني» إلى «الوحدة المختصة للحرس الوطني USGN».

حيث أسندت تسمية الطلائع إلى وحدات خاصة تعرف اليوم بطلائع الحرس الوطني UCGN بمهام تختلف بين مقاومة الجريمة المنضمة الخطيرة وقمع الإرهاب ومجابهته.

ومن هذا المنطلق، تلقب الوحدة المختصة ب«نخبة النخبة».

## قادة الفرقة
- عبد الجبار الصيادى: 1980 - 1981
- العقيد خميس خذر: 1982 - 1983
- العقيد محمد المحمودى: 1983 - 2007
- العقيد العربي الاكحل: 2007 - 2012
- العميد حسين.الغربي: 2012 -2023

## قائمة بأهم العمليات المنفّذة بعدالثورة
- 18 ماي 2011 الروحية بسليانة قامت الوحدة المختصة بقتل العنصرين المسلّحين التونسيين سفيان بن عمر وعبد الوهاب حميد وحجز قطعتين من رشاش كلاشنيكوف وذخيرة وقنبلة يدوية وكتاب عن حرب العصابات.
- 2 فيفري 2012 عملية بئرعلى بن خليفة بصفاقس بعد مقتل مسلحيْن اثنين والقبض على ثالث وحجز 34 قطعة كلاشنيكوف (9 في عين المكان) وعدد 25 ارهابة اخر بجهة القصرين.
- 18 ديسمبر 2012 دوار هيشر بمنوبة وقامت الوحدة المختصة بعملية مداهمة أمنية للمنزل المشبوه في دوار هيشر من ولاية منوبة الذي اسفر عن مقتل زوجة العنصر المتشدّد صاحب المنزل وإيقاف عناصر مشبوهة بادرت بإطلاق النار على أعوان الأمن وحجز كمية من الأسلحة والذخيرة.
- 17 جانفي 2013 مدنين قامت الوحدة المختصة بعملية مداهمة وحجز كميات من الأسلحة (رشاشات الكلاشنيكوف، قذائف آر.بي.جي قنابل يدوية، مسدسات، موادّ متفجّرة، صواريخ) بعد اكتشاف مخزنين شمالي ولاية مدنين في أحد الأحياء على طريق قابس وقد ألقت الوحدة المختصة القبض على مجموعة من العناصر متورطة في تخزين الأسلحة ولها ارتباط بمجموعات أخرى في الجهات الداخلية للبلاد.
- 4 فيفري 2014 نفذّت الوحدة المختصّة للحرس الوطني مداهمة لأحد المنازل المشبوهة بمنطقة رواد من ولاية أريانة حيث اندلعت مواجهات مسلّحة بينها وبين مجموعة مسلّحة كانت متحصّنة بالمنزل تواصلت على مدى 20 ساعة لتسفر عن مقتل سبعة عناصر إرهابية من بينهم الارهابى الخطير كمال القضقاضي واستشهاد العريف كم الوحدة المختصة للحرس الوطني عاطف الجبري.
- 17 مارس 2014 تمكّنت الوحدة المختصة من القضاء على ثلاث عناصر إرهابية من بينهم المدعو راغب الحناشي (شارك في عملية أولاد مناع يوم 16 فيفري) والمدعو ربيع السعيداني ضمن المجموعة الإرهابية (3 عناصر)و إيقاف 6 عناصر من بينهم نساءوحجز 2 كلاشنكوف و2 مخازن ورمانة يدوية وحزام ناسف ومسدس نوع سميث ووثائق شخصية وبطاقتين مهنيتين لأعوان أمن وحاسوب ووثائق وهواتف جوالة وشرائح.
- 12 و13 جوان 2014 نشتبك الوحدة المختصة اثر مداهمة منطقة فرنانة من ولاية جندوبة بهدف تفكيك خليّة للإرهابيين وقد نشبت اشتباكات بين الطّرفين تمكّن على إثرها بعض العناصر المسلّحة من الفرار مع تسجيلا لحصيلة عن مقتل عنصرين إرهابيين وحجز رشّاشيْ كلاشنيكوف، رشّاش كلاشنيكوف اختصاص قنص، كمّية من الذخيرة الحيّة، عبوتان ناسفتان يدويّتا الصنع وحقيبتان تحتويان على عدد من البدلات العسكرية.
- 24 أكتوبر 2014 عملية شباو بوادي الليل ولاية منوبة التي تم فيها القضاء على المجموعة الإرهابية واتقاذ رضعين وإيقاف عدد 30 عنصرا إرهابيا على علاقة بمجموعة وداى الليل وحجز ثلاثة أسلحة كلاشنيكوف وعدد كبير من الذخير وأجهزة إعلامية.
- 29 مارس 2015 العملية البطولية التي نفذتها الوحدة المختصة USGN مساء السبت 28 مارس 2015 واسفرت عن القضاء على اخطر مجموعة إرهابية في تونس وعلى رأسها الجزائري لقمان أبو ضخر.

يوم الأحد 29 مارس 2015 بمنطقة سيدي يعيش بقفصة تم القضاء على 9 عناصر إرهابية من بينه قائد ما يسمى بكتيبة عقبة ابن نافع الجزائري لقمان أبو صخر و8 من اعضاده الذين كانوا يخططون لجلب 5 سيارات مفخخة من القطر الليبي.
- 12 جوان عملية نوعية قامت بها الوحدة المختصة في مكافحة الإرهاب للحرس الوطني بمنطقة عين الدبة فرنانة من ولاية جندوبة مساء يوم الخميس 12 جوان لإلقاء القبض على مجموعة إرهابية، وبعد تبادل كثيف لإطلاق النار بين الوحدات المختصة للحرس الوطني والمجموعة المذكورة أسفرت بنجاح عن القضاء على عدد 02 إرهابيين وتمّ حجز عدد 2 أسلحة كلاشنكوف وسلاح قنص كلاشنكوف وكمية كبيرة من الذخيرة وعدد 02 قنابل تقليدية الصنع و 02 حقائب تحتوي على بدلات عسكرية. فيما تواصل وحدات الحرس الوطني عمليتها الأمنية وعملية التمشيط بالاشتراك مع وحدات من الجيش الوطني، وتطلب وزارة الداخلية من كُلّ المواطنين أصيلي جندوبة والمعتمديات التابعة لها وخصوصا أصحاب وسائل النقل العمومي والريفي الإعلام عن كُلّ شخص مشبوه وغريب عن المنطقة والإعلام خاصة عن كُلّ شخص يحمل آثار جروح وإصابات.
- 10 جويلية 2015 الوحدة المختصة للحرس الوطنى تبيد مجموعة مراد الغرسلي في جبل عرباطة بولاية قفصة عشية الأحد خلال العملية الأمنية والتي أسفرت عن قتل 5 عناصر إرهابية والعثور على عدد من الأسلحة.

عملية التخطيط للإيقاع بمراد الغرسلي انطلقت منذ مقتل لقمان أبو صخر ومجموعته في عملية سيدي عيش الشهيرة، وقد اكتشفت الجهات الأمنية المعنية بمتابعة الملف أن من مخططات لقمان أبو صخر اقامة معسكرات للإرهابيين تربط مع الحدود التونسية الليبية، وهو المشروع الذي حاول مراد الغرسلي الاشتغال عليه مع سقوط لقمان أبو صخر.
بعد مقتل ” لقمان أبو صخر” عاد مراد الغرسلي إلى جبل الشعانبي، ثم قبل نحو ثلاثة اسابيع انتقل إلى جبل عرباطة على اساس الاشتغال على بعث معسكرات للارهابيين، وكانت الجهات الامنية وهي وحدة الاستعلامات التابعة للحرس الوطني واساسا فرق الابحاث والتفتيش إلى جانب الإرهاب.
وعندما امكن لهذه الجهات الامنية تحديد موقع مراد الغرسلي ومجموعته انطلق التخطيط للإيقاع به، وعُقدت في هذا الإطار سلسلة من الاجتماعات تحت اشراف آمر الحرس الوطني مباشرة تم خلالها وضع الخطة بأدق تفاصيلها وتم أيضا وضع ” خطة ب” تجنبا لأي تطور يمكن ان يعيق تنفيذ الخطة الاصلية.
وبعمل استعلاماتي واستخباراتي دقيق أمكن الاقتراب من مراد الغرسلي ومجموعته ومعرفة كيف يتحركون وماذا يخططون ومن الامثلة عن ذلك انهم طلبوا من المكلف بنقل المؤونة اليهم في مرحلة اولى ان يقتني لهم حذاء رياضي سبادري، إلى جانب المؤونة.
وكانت الجهات الامنية تراقب ذلك بدقة، وفي إحدى المناسبات طلبوا منه مؤونة شهر كامل عندها تدخلت الوحدة المختصة للحرس الوطنى وقامت بتفخيخ المؤونة لكن ذلك في اطار الخطة “ب” وليس الخطة الرئيسية.
أما الخطة الرئيسية التي نجحت بنسبة مائة بالمائة فكانت ان تمركز قناصة على درجة عالية من الحرفية من الوحدة المختصة على بعد نحو 300 متر من مكان تسلم المؤونة إلى جانب انتشار امني في كامل محيط العملية.
ويوم العملية الجمعة 10 جويلية في حدود التاسعة صباحا، وصل المكلف بنقل المؤونة ووجد في انتظاره ارهابيين اثنين عمد احدهما مباشرة إلى فتح علبة ” كوكاكولا” وشربها، في ذلك الوقت كان مراد الغرسلي في اعلى الجبل (على ارتفاع نحو 200متر) يراقب عملية تسلم المؤونة وكان في ” فجوة” لا يظهر الا وجهه، وكان أيضا ارهابيين اثنين في نقطتي مراقبة فوق الجبل.
وفي اللحظة ذاتها وبدقة متناهية انطلقت رصاصات قناصة الوحدة المختصة لتصيب كل من مراد الغرسلي والارهابيين الاثنين المكلفين بالمراقبة في مستوى الجبين، رغم بعد المسافة التي تصل إلى نحو 300متر، وهو ما يؤكد حرفية اعوان الوحدة المختصة للحرس الوطنى.
الإرهابي مراد الغرسلي عند اصابته بالرصاصة سقط من علو 200 متر وهو يتدحرج مثل الحجر وقد اصيب بكدمات كثيرة في جسده ووجهه مما صعب عملية التعرف عليه من خلال ملامح وجهه.
- 2015-07-24 الوحدة المختصة للحرس الوطني تقضي على أخطر مجموعة ارهابية بسجنان

تمكنت يوم 2015-07-24 الوحدة المختصة للحرس الوطني من القيام بعملية استباقية نوعية بسجنان من ولاية بنزرت، وذلك على إثر توفر معلومات استخباراتية دقيقة تفيد تواجد عناصر إرهابية تُعد لمخطط إرهابي يرمي لاستهداف مناطق أمنية حساسة بجهة بنزرت اين تم اقتحام المكان المتواجد به المشتبه بهم والقبض والسيطرة على 13 عنصر في حين لاذ أحدهم بالفرار، وعند القيام بملاحقته من قبل الوحدات الأمنية بادر بإطلاق النار تجاههم مما أجبر الوحدات الأمنية بالرد عليه مما أدى إلى مقتله وقد تمّ في العملية النوعية حجز كمية من المتفجرات تقليدية الصنع وعدد من الأسلحة وكمية من الذخيرة الوحدا 04 أسلحة من نوع كلاشينكوف ومجموعة من المخازن والذخيرة ووعائين يحتويان على متفجرات قابلة للتفجير، وتواصلت العملية الأمنية النوعية فجر هذا اليوم 24 جويلية 2015 وذلك بعدد من المداهمات لمنازل يتحصن بها عناصر إرهابية بحي النجاح بمنزل بورقيبة ولاية بنزرت، وقد تمّ بالمنزلين الأولين إلقاء القبض على عنصرين إرهابين أما بالمنزل الثالث قام العنصر الإرهابي بإطلاق النار على الوحدات الأمنية وتحصن بزوجته ورضيعه.
ورغم إحضار والده لإقناعه بتسليم نفسه واصل إطلاق النار وباستمرار المفاوضات تمكنت الوحدة المختصة للحرس الوطني من تحرير الرهائن (الزوجة والرضيع) وفي مرحلة ثانية، تمّ جلب والدته لإقناعه وعدم مواصلته في جرمه حيث قام بتسليم نفسه وانتهت على إثر ذلك العملية الأمنية وتم إثر المداهمات فجر هذا اليوم حجز 05 أسلحة من نوع كلاشينكوف وسلاح نوع شطاير.
- 24 - 25 ديسمبر 2017 : إلقاء القبض على عنصرين إرهابيين قياديين وحجز أسلحة [3]
- 19 ديسمبر 2018: القضاء على إرهابي في مهمة غار الطين.
- 24 فيفرى 2020: القضاء على إرهابي في مهمة السلوم.
- 07 نوفمبر 2022: القبض على 4 من أخطر ارهابين الذي فروا من السجن المرناقية.

عن الرائد سمير الحناشى، من مؤسسى الوحدة المختصة